# Сантана-ду-Ипанема (микрорегион)

Сантана-ду-Ипанема на карте.

Сантана-ду-Ипанема (порт. Microrregião de Santana do Ipanema) — микрорегион в Бразилии, входит в штат Алагоас. Составная часть мезорегиона Сертан штата Алагоас. Население составляет 171 228 человек (на 2010 год). Площадь — 3061,162 км². Плотность населения — 55,94 чел./км².

## Демография
Согласно сведениям, собранным в ходе переписи 2010 г. Национальным институтом географии и статистики (IBGE), население микрорегиона составляет:						
| Полное население                             | Полное население                             | Полное население                             | Полное население                             | 171 228 |
| -------------------------------------------- | -------------------------------------------- | -------------------------------------------- | -------------------------------------------- | ------- |
| в том числе:                                 | Городское население                          | 80 619                                       | Процент городского населения, %              | 47,08   |
|                                              | Сельское население                           | 90 609                                       | Процент сельского населения, %               | 52,92   |
|                                              | Мужское население                            | 84 446                                       | Процент мужского населения, %                | 49,32   |
|                                              | Женское население                            | 86 782                                       | Процент женского населения, %                | 50,68   |
| Плотность населения, чел/км²                 | Плотность населения, чел/км²                 | Плотность населения, чел/км²                 | Плотность населения, чел/км²                 | 55,94   |
| Население микрорегиона в % к населению штата | Население микрорегиона в % к населению штата | Население микрорегиона в % к населению штата | Население микрорегиона в % к населению штата | 5,49    |

## Состав микрорегиона
В составе микрорегиона включены следующие муниципалитеты:
1. Карнейрус
2. Дойс-Риашус
3. Маравилья
4. Ору-Бранку
5. Палестина
6. Посу-дас-Триншейрас
7. Пан-ди-Асукар
8. Сантана-ду-Ипанема
9. Сенадор-Руй-Палмейра